# Óbéba község
Óbéba község (románul: Comuna Beba Veche) község Temes megyében, Romániában. Központja Óbéba, beosztott falvai Porgány, Pusztakeresztúr.

## Népessége
A 2011-es népszámlálás adatai alapján a község népessége 1539 fő volt.